# Евфимий (Лежава)
Архиепископ Евфимий (в миру Теймураз Георгиевич Лежава, груз. თეიმურაზ გიორგის ძე ლეჟავა; 25 января 1953, Тбилиси) — епископ Грузинской православной церкви, архиепископ Гурджаанский и Велисцихский.

## Биография
В 1969 году окончил 47-ю среднюю школу в Тбилиси. В 1969—1975 годах учился в Тбилисской художественной академии по специальности архитектура.
После окончания Академии художеств он работал в отделе дизайна «Курортного проекта» и Художественного фонда Грузии.
В 1989 году поступил послушником в Вифанский монастырь. В марте 1990 году принял монашество с именем Евфимий. В 1991 году Католикос-Патриарх всея Грузии Илия II рукоположил его в иеролиаконы в Мартофевском монастыре, а в 1992 году — в иеромонахи в Зедазнийском монастыре. В 1993 году за верное служение в Грузинской Православной Церкви награждён саном архимандрита.
27 июня 2000 года архимандрит Евфимий был назначен настоятелем строящегося в Тбилиси Патриаршего собора Святой Троицы.
18 августа 2003 года решением Священного Синода Грузинской Православной Церкви архимандрит Евфимий, настоятель строящегося Тбилисского собора Святой Троицы, был назначен епископом вновь учреждённой Гурджаанской кафедры с титулом Гурджаанский и Велисцихский.
16 ноября 2011 года возведён в сан архиепископа.